# Corynoptera brachypennis
Corynoptera brachypennis är en tvåvingeart som först beskrevs av Franz Lengersdorf 1926.  Corynoptera brachypennis ingår i släktet Corynoptera och familjen sorgmyggor.
Artens utbredningsområde är Norge. Inga underarter finns listade i Catalogue of Life.